# Sankt Stefansbasilikan

Sankt Stefansbasilikan (ungerska: Szent István-bazilika) är en romersk-katolsk basilika i Budapest, Ungern, byggd 1905. Den ligger på östra sidan om Donau i en stadsdel som kallas Pest. Mer precist ligger den i princip rakt öster om Kedjebron en bit söder om det stora nygotiska parlamentshuset vid floden.
Kyrkan är uppkallad efter Stefan I av Ungern. Han var Ungerns förste kung mellan åren 975-1038, vars mumifierade hand återfinns som relik i basilikan. Kyrkan är samtidigt katedral (den ena av två katedraler) i ärkestiftet Esztergom-Budapest.
Detta är den viktigaste kyrkobyggnaden i Ungern och en av dess största turistattraktioner, samt är även Ungerns tredje största kyrkobyggnad och den största i huvudstaden. I närheten av kyrkan ligger metrostation Bajcsy-Zsilinszky út från 1896 på linje M1.